# Sonic Lost World
Sonic Lost World is een computerspel dat uitkwam in oktober 2013. Het spel is ontwikkeld door Sonic Team en is uitgegeven door Sega en Nintendo.
Het spel is uitgekomen voor Wii U en Nintendo 3DS. De 3DS-versie werd ontwikkeld door Dimps. Een port verscheen in november 2013 voor Windows.

## Plot
Lost World richt zich op protagonist Sonic the Hedgehog die aartsvijand Dr. Robotnik en de Deadly Six moet stoppen, een buitenaardse stam die de energie van de Lost Hex wil gebruiken.

## Gameplay
De gameplay van Lost World is grotendeels gelijk aan voorgaande Sonic-spellen, en voegt het element van parkour toe. Het speelveld vindt plaats op grote cilindrische levels die via verschillende routes gespeeld kunnen worden.
Het spel is een platformspel met elementen van actie-avontuur. De velden wisselen tussen 2D- en 3D-perspectief. Spelers kunnen nu de snelheid van Sonic besturen voor een betere nauwkeurigheid. In de lucht kan Sonic een dubbele sprong uitvoeren waarmee meerdere vijanden geraakt kunnen worden.
Bij het verzamelen van alle Rode Sterringen kan de speler transformeren in Super Sonic.
Een terugkerend element uit Sonic Colours zijn de Wisps. Zij voorzien Sonic van korte power-ups, en worden bestuurd met de Gamepad van de Wii U. Een tweede speler kan ondersteuning bieden aan Sonic in de samenwerkende multiplayer (co-op-modus), maar er is ook een competitieve multiplayer.

## Downloadbare inhoud
Een gelimiteerde "Deadly Six-Editie" van het spel was verkrijgbaar voor de Wii U. Deze uitbreiding bevat downloadbare inhoud (DLC), zoals een nieuw level en baasgevechten gebaseerd op Sonic Teams eerdere speltitel Nights into Dreams.

## Ontvangst
| Recensiescore       | Recensiescore              |
| Recensieverzamelaar | Score                      |
| ------------------- | -------------------------- |
| Metacritic          | 63 (WIU) 59 (3DS) 57 (PC)  |
| Publicist           | Score                      |
| Destructoid         | 7,5/10                     |
| Eurogamer           | 4/10                       |
| Game Informer       | 5/10                       |
| GameSpot            | 5/10                       |
| IGN                 | 5,8 (WIU) 6,8 (3DS) 8 (PC) |
| Polygon             | 6/10 (WIU) 4/10 (3DS)      |

Sonic Lost World kreeg na uitgave gemengde recensies. Men prees het visuele uiterlijk en muziek, maar er was kritiek op de besturing en de Deadly Six. De presentatie van het spel werd goed ontvangen, maar men was niet tevreden met de plaatsing van bepaalde objecten in de levels. Er was veel discussie over wat het spel als geheel moest voorstellen.
Op aggregatiewebsite Metacritic heeft het spel een score van 63, 59 en 57 voor respectievelijk de Wii U, 3DS en Windows.